# Пітер Гук
Пітер Гук (англ. Peter Hook; 13 лютого 1956) — англійський музикант. Він був басистом і співзасновником пост-панк гурту Joy Division і його наступника New Order. Він часто використовував бас як головний інструмент, виконуючи мелодії на високих струнах із характерним ефектом важкого хору.
Разом із Бернардом Самнером Гук сформував гурт, яка в 1976 році мала стати Joy Division. Після смерті вокаліста Ієна Кертіса в 1980 році група була перетворена в New Order, і Гук грав з ними на бас-гітарі до 2007 року.
Гук записав один альбом з Revenge (One True Passion), два альбоми з Monaco (Music for Pleasure and Monaco) і один альбом з Freebass (It's a Beautiful Life), виступаючи басистом, клавішником і головним вокалістом. Зараз він є вокалістом і одним із басистів Peter Hook & The Light.

## Життєпис

### Ранні роки
Гук народився як Пітер Вудгед 13 лютого 1956 року в Броутоні, районі Солфорда, Ланкашир, у родині Ірен (уроджена Ектон; 1928–2000) та Джона Вудгеда (1926–2005). Його батьки розлучилися в 1959 році, коли йому було три роки. Його та його брата Крістофера виховувала його бабуся по материнській лінії Алісія Ектон (уроджена Чепмен; 1896 – 1968) до 1962 року, коли його мати вдруге вийшла заміж за Ернеста Вільяма Гука (1914 – 1988). Як і його колега по гурту Бернард Самнер, він взяв прізвище свого вітчима, але на відміну від свого друга залишив його, навіть створивши від нього свій псевдонім «Гукі» (англ. Hooky). Через роботу свого вітчима він провів частину свого дитинства на Ямайці, а потім повернувся до Солфорда, де відвідував Солфордську гімназію.

### Joy Division (1976–1980)
4 червня та 20 липня 1976 року друзі дитинства Бернард Самнер і Гук відвідали шоу Sex Pistols у Manchester Lesser Free Trade Hall. Наступного дня Гук позичив у матері 35 фунтів стерлінгів, щоб купити свою першу бас-гітару. Надихнувшись виступом, Самнер і Гук створили групу зі своїм другом Террі Мейсоном, який також відвідував шоу.:571
Їхній гурт, який спочатку називався Warsaw, дебютував 29 травня 1977 року в Electric Circus на підтримку Buzzcocks, Penetration і Джона Купера Кларка:68. Гурт відіграв свій перший концерт як Joy Division 25 січня 1978 року на Pip's Disco в Манчестері:19.

### New Order (1980–1993)
У 1980 році після Joy Division члени, що залишилися, сформували New Order. Гурт продовжував діяти, поки вперше не розпався в 1993 році.
У 1984 році Гук записав сингл «Telstar» з недовгою групою Ad Infinitum. Наприкінці 1980-х років Гук також працював продюсером для таких гуртів, як Inspiral Carpets і Stone Roses.

### Після розпуску New Order (1993–98)
У 1995 році він гастролював з The Durutti Column. Він записав один альбом з гуртом Revenge і два з Monaco (обидва як басист, клавішник і головний вокаліст) з Девідом Поттсом, останній з яких записав клубний та альтернативний радіохіт "What Do You Want From Me?" в 1997 році.

### Возз'єднання New Order (1998–2007)
New Order возз'єдналися в 1988 році.
Гук брав участь у гурті Satellite Party Перрі Фаррелла. Його бас можна почути в "Wish Upon a Dogstar" і "Kinky". Натхненний Клінтом Буном із Inspiral Carpets, він почав із вечірок Return to New York у Лондоні.
Він додав виразну басову партію до синглу Hybrid 2003 року «True to Form», а також до іншої пісні з їх альбому Morning Sci-Fi «Higher Than a Skyscraper», граючи з ними на сцені в кілька дат їх наступного туру.
Гук також був співвласником студії звукозапису Suite Sixteen, колишньої Cargo Studios, яку Гук придбав разом з Крісом Гьюїтом у 1984 році. Cargo та Suite Sixteen на Кеніон-стріт, Рочдейл, були головними студіями в історії панк- і пост-панк-музики. У вересні 2009 року на музичній будівлі Kenion Street у Рочдейлі, де раніше розміщувалися студії, було відкрито блакитну меморіальну дошку, а того дня Пітер Гук відіграв спеціальний концерт у Рочдейлі, а Section 25 пожертвував усі кошти Back Door Music Project, молодіжному проекту Рочдейла для людей, які цікавляться музикою.
У середині 2000-х років Гук регулярно виступав як ді-джей, однак виявилося, що він програвав попередньо зведені компакт-диски і лише імітував дії ді-джея. Він зізнався, що лише прикидався ді-джеєм у своєму блозі Myspace, але потім видалив це через негативну реакцію громадськості.

### Після New Order (2007–2009)
4 травня 2007 року Гук оголосив на Xfm, що він і співак/гітарист New Order Бернард Самнер більше не працюють разом, фактично означаючи кінець гурту; Пізніше гурт заперечував свій розпуск. Потім він грав і записав студійний альбом It's a Beautiful Life з новим проектом гурту під назвою Freebass з бас-гітаристами Мані (The Stone Roses) і Енді Рурк (екс-The Smiths).
Гук і Поттс двічі реформували Monaco в 2007 році, коли оригінальний барабанщик Пол Кегоу і син Гука Джек завершили два концерти в манчестерському Hard Rock Cafe в березні та в Ritz Theatre в жовтні. Він фігурує в «Dirty Thirty» і «Blunts & Robots», двох треках з альбому The Crystal Method 2009 року «Divided by Night». Гук зібрав «The Hacienda Acid House Classics» у 2009 році на основі свого оригінального міксу «The Hacienda Classics» 2006 року. У жовтні 2009 року Гук опублікував свою книгу про час, коли він був співвласником Hacienda, «How Not to Run a Club» (укр. Як не керувати клубом).

### Peter Hook & The Light (2010–дотепер)
У лютому 2010 року Гук відкрив новий клуб і концертну площадку в Манчестері, FAC 251 – The Factory, де співав вокал зі своїм гуртом Peter Hook & The Light. Клуб розташований у старому головному офісі Factory Records у центрі Манчестера. 18 травня 2010 року, у 30-ту річницю смерті Ієна Кертіса, The Light виконали набір пісень Joy Division, включаючи кожен трек з Unknown Pleasures. У 2010 році Гук також записав і випустив два міні-альбоми на американському інді-лейблі 24 Hour Service Station як Man Ray разом із партнером із виробництва та клавішником Freebass Філом Мерфі. Перший, випущений у квітні під назвою Summer '88, переглянув основний звук нічного клубу Hacienda, при цьому дует використовував суміш класичних синтезаторів Roland і драм-машин для імітації раннього есид-хаусу. Tokyo Joe з’явився в грудні, поєднавши фірмовий басовий звук Hook і олдскульний панк-інфікований вокал із класичними синтезаторами, гітарами та драм-машинами Мерфі, створивши інді-танцювальний трек, що нагадує класичний New Order. Пісню також використовували як тему для FAC 251 – The Factory.
У 2010 році планувалося створити шість гітар «Peter Hook Hacienda Bass», використовуючи секції кленового танцполу з Hacienda як гриф на грифі гітари. У 2011 році Peter Hook & The Light випустили EP 1102 2011, який включає чотири версії пісень Joy Division, включаючи раніше незаписану «Pictures in My Mind». EP отримав свою назву від паліндромної дати запису 11 лютого 2011 року в Blueprint Studio, Salford. На ньому була вокалістка Happy Mondays Роветта, яка співає версії «Atmosphere», «New Dawn Fades» і «Insight». Гук співає «Pictures in My Mind», незакінчений трек Joy Division, знайдений на демо-записі, знайденому «суспільством бутлегів» гурту на репетиційній касеті, викраденій у 1977 році, що відбувається між Варшавою та Unknown Pleasures. Шипуча та панк-відтінкова мелодія була створена для цього релізу та була оголошена «гідним доповненням до канону Joy Division» діджеєм BBC 6Music Марком Редкліффом.
У 2012 році Гук запустив абсолютно нову магістерську програму з менеджменту та просування музичної індустрії в Університеті Центрального Ланкаширу. Це надає можливість вивчати музичний бізнес на рівні післядипломної освіти та отримати практичний досвід роботи в галузі. Студенти поєднуватимуть свої академічні дослідження з розміщенням у комерційній установі музичної індустрії, яка працює над реальними проектами. Курс пропонує промисловий досвід, який передбачає роботу на заводі 251 у Манчестері, забезпечуючи контакт із значними діячами галузі, пов’язаними з цією культурно важливою компанією. 11 липня 2012 року Гук був нагороджений почесним стипендіатом того ж закладу.
29 січня 2013 року Гук опублікував Unknown Pleasures: Inside Joy Division; автобіографічну розповідь про час, проведений у групі. У листопаді 2015 року The Guardian повідомила, що Гук судиться зі своїми колишніми колегами за те, що вони продовжують використовувати назву New Order. Сторони домовилися в позасудовому порядку.
6 жовтня 2016 року він випустив книгу Substance: Inside New Order. 9 квітня 2020 року він співпрацював з музичним проектом віртуальної групи Gorillaz Song Machine, виконавши пісню «Aries» разом із англійським музикантом Джорджією.

## Особисте життя
У Гука є двоє дітей від першого шлюбу з Айріс Бейтс, син Джек і дочка Гізер. Джек є гастролюючим басистом The Smashing Pumpkins з 2015 року.
У 1994 році він одружився з комікесою Керолайн Агерн, але шлюб розпався в 1997 р. Пізніше він сказав, після смерті Агерн, що це був бурхливий, насильницький і жорстокий шлюб. Згодом він одружився з Ребеккою Джонс і має від неї дочку.
У липні 2012 року Гук був нагороджений почесним стипендіатом Університету Центрального Ланкаширу під час випуску студентів творчого мистецтва університету.

## Стиль гри
Гук сказав, що він розвинув свої високі басові лінії, коли почав грати з Joy Division, тому що динамік, який він використовував спочатку (купив у свого колишнього вчителя мистецтва за 10 фунтів стерлінгів), був настільки поганим, що йому довелося грати так високо, щоб чути, що він робить, оскільки гітара Бернарда Самнера була такою гучною. Зі все більшим використанням секвенційного синтезованого басу New Order, особливо протягом більшої частини Technique 1989 року та Republic 1993 року, бас-гітара Гука ставала все більш мелодійною та ритмічною, часто використовуючи вищі ноти його бас-гітари. Гук виступав з бек-вокалом у численних піснях Joy Division на концерті та співав разом з Ієном Кертісом у пісні Joy Division "Interzone". Він співає лід у двох піснях New Order («Dreams Never End» і «Doubts Even Here» з дебютного альбому Movement 1981 року).

## Обладнання

### Бас-гітари
- Копія Gibson EB-0 – перша бас-гітара Гука, куплена в магазині Mazel's Music Shop у Манчестері в 1976 році та використана наживо з Warsaw 1977 (є фотографії, на яких він грав на ній у 1977 році на концерті в Rafters, Манчестер) і 18 липня 1977 року на варшавських демонстра[25]. Він досі володіє нею.
- Копія Gibson EB-1 – він використовував його після виходу з експлуатації копії EB-0, але продав її через багато років, тому що у нього не було грошей після створення спеціальної бас-гітари.
- Копія Rickenbacker 4001 від Hondo – використовувався на записах Joy Division 1978–1980 років і використовувався наживо з Joy Division 1978–1980.
- Шестиструнний бас Shergold Marathon – використовувався пізніше в Joy Division і New Order
- 4-струнний бас Eccleshall 335 Style Hollowbody – використовується в New Order з початку 1980-х років. Цей подвійний звукознімач 34-дюймової бас-гітари має порожнистий корпус, подібний до Gibson EB-2. Гриф приклеєний до корпусу, як у Gibson, і виготовлений із кленових наконечників і ладової дошки з чорного дерева. Електроніка ідентична його Yamaha BB1200S з активними та пасивними звукознімачами. Його Eccleshall має стандартні подвійні ручки тону та гучності, кожен з яких контролює звук. Перемикачі для активних звукознімачів розташовані між регуляторами тембру та звукосприймача на 9 вольтах.
- Бас-гітари Yamaha BB1200S і BB734. Зараз він гастролює з новою моделлю BB734. У 2020 році Yamaha випустила фірмовий бас Peter Hook, який містить деталі його BB1200S і BB734.